# A tökéletes bűntény (film, 1965)
A tökéletes bűntény (eredeti címe Compartiment tueurs) 1965-ben bemutatott francia bűnügyi film, Costa-Gavras rendezésében, Yves Montand, Simone Signoret, Michel Piccoli és Jean-Louis Trintignant főszereplésével. A forgatókönyv Sébastien Japrisot francia író Compartiment tueurs („A hálófülkés gyilkosok”) című bűnügyi regényéből készült, mely 1962-ban jelent meg. A forgatókönyvet Costa-Gavras és Japrisot közösen írták. Ez a film volt Costa-Gavras első mozifilmes rendezése, egy fordulatos, politikamentes krimi. Gavras későbbi munkásságát már elkötelezett, politikai témájú alkotásai jellemzik.

## Cselekmény
A történet az avignoni pályaudvaron kezdődik. A Marseille-ből Párizs felé tartó éjszakai vonatra felszáll egy fiatal lány, Bambi (Catherine Allégret), és egy idegen fiatal srác, Daniel (Jacques Perrin). A hatszemélyes fekvőhely-fülkében (couchette-ben) már lefekvéshez készülnek az utastársak: a nők után kajtató René Cabourg kishivatalnok (Michel Piccoli), Georgette Thomas modell (Pascale Roberts), Rivolani (Paul Pavel) és egy híres, de idősödő színésznő, Éliane Darrès (Simone Signoret). Daniel bevallja Bambinak, hogy jegy nélkül potyázik, bujkál a kalauz elől. Bambi megengedi, hogy a fülke hatodik, üres ágyán aludjon. Párizsba érve Bambi megszánja Danielt, akinek nincs szállása, magával viszi a lakásába, és viszonyba keveredik vele. Daniel tévedésből Éliane Darrès táskáját hozza el a fülkéből.
Az üres hálófülkében megfojtva találják Georgette-et. Grazziani rendőrfelügyelő (Yves Montand) és asszisztense, a fiatal Jean-Lou Gabert felügyelő (Claude Mann) nyomoz az ügyben. Főnökük, Tarquin felügyelő (Pierre Mondy) szerint a gyilkosság indítékát Marseille-ben kell keresni, ahol Georgette felszállt. Az utastársakat részben azonosítják és a többi szemtanút újságfelhívásban keresik. A rendőrök kikérdezik Georgette szeretőjét, Bob Vaskit (Charles Denner) is.
René Cabourg elsőként telefonál a rendőrségre, de egy ismeretlen felkeresi és több lövéssel meggyilkolja, még mielőtt a rendőrség kiérne hozzá. A következő utast, Éliane Darrès színésznőt Grazziani bejelentés nélkül a lakásán hallgatja ki. Az idősödő nő a fiatal szeretőjét, Éric Grandint (Jean-Louis Trintignant) elbújtatja a rendőrök elől. Bambi és Daniel ugyanekkor akarja visszavinni Darrès-nak a tévedésből elvitt táskáját, de a rendőröket meglátva Daniel bevallja Bambinak, hogy látta a halott Georgette-et a fülkében, amikor visszament a bőröndért, és fél, hogy gyanúba kerül. Elbújnak a lépcsőházban, és látják, amint Grandin lopva elhagyja Darrès lakását. Darrès elmondja a felügyelőnek, hogy látta, amint Cabourg a vonaton kikezd Georgette-tel, aki felháborodva visszautasította zaklatását. Darrès elmondja azt is, hogy a hatodik fekvőhelyen egy fiatal férfi aludt. Grazziani kételkedik, mert a hatodik fekvőhely egy női utas nevére volt lefoglalva.
Darrès táskájában Daniel és Bambi megtalálják Grandin Darrès-hoz írt szerelmes leveleit. Az idősödő asszony szégyenkezve rajong a fiatal dzsigoló iránt. Később Darrès kilép a lakásából, a lépcsőházban egy ismeretlen gyilkos agyonlövi. Jelentkezik a Rivolani nevű utas is, a nyomozók elindulnak a lakására, de valaki őt is agyonlövi, még mielőtt odaérnének hozzá.
Darrès gyilkosát kutatva a rendőrség kihallgatja Grandint. Daniel visszahozza Darrès táskáját és leveleit. A rendőrök megtudják, hogy Éliane Darrès nagy összeget kért kölcsön bátyjától, hogy Grandinnel együtt farmot vásárolhasson Dél-Afrikában. Grazziani gyanút fog, hogy Grandin meg van szorulva és Darrès pénzére pályázik. Közben a marseille-i rendőrök megtalálják és kihallgatják Madame Garaudyt, aki a fülke hatodik ágyára váltott jegyet, de végül nem szállt fel a vonatra.
Bambit a lakásán két gyilkos keresi fel. Csak Daniel van otthon, nagy szerencsével elbújik előlük és kihallgatja beszélgetésüket. Egy kávézóból telefonon riasztja Bambit, hogy azonnal hagyja el a munkahelyét, és rejtőzzön el a közeli hotelben, Daniel neve alatt. Utána felhívja a rendőrséget, Grazzianit kéri, de a felügyelő nincs bent. A hívást a Grazzianiként bemutatkozó Gabert felügyelő fogadja. Daniel elmondja, hogy ő a hatodik utas, beszámol a két gyilkos látogatásáról, elárulja Bambi rejtekhelyét és saját tartózkodási helyét is. Gabert a helyszínre indul.
Grazziani kideríti, hogy halála előtt Éliane Darrès nagy összegű csekket állított ki, melyet már be is váltottak, egy régebben elhunyt személy igazolványával. Az irodába visszatérő Grazzianinak jelentik, hogy Daniel telefonhívását Gabert vette át, aki azonnal eltávozott. Grazziani visszahívja a kávézó telefonfülkéjében rejtőző Danielt, és megtudja, hogy a fiú mindent elmondott Gabert-nek. Grazziani rájön, hogy Gabert az egyik gyilkos, és már úton van, hogy elnémítsa Bambit és Danielt.
Grazziani azonnal akciót indít Bambi és Daniel megmentésére. Rendőröket küld a kávézóba, és kéri Danielt, maradjon a telefonfülkében, mintegy csalétekként az egyik gyilkos számára. A szállodába kiszálló rendőrök közben elfogják az ott lesben álló Grandint, aki Bambit próbálja becserkészni. Grandin a rendőrautóban vallomást tesz: az első gyilkosság a vonaton csak félrevezetés volt, hogy elterelje a rendőrség figyelmét az igazi célpontról, Éliane Darrès-ról, akinek a pénzére vadásztak. Tökéletes a bűntény, ha nincs motiváció. A rendőrségnek azt kellett hinnie, hogy Georgette a fő célpont, a többiek, köztük Darrès is, csak elnémított szemtanúk. Felvették Darrès pénzét, az elhunyt személy igazolványát Jean-Lou Gabert hamisította a rendőri nyilvántartásból. Közben Gabert megérkezik a kávézóba, hogy Danielt megölje, de a fiú egérutat nyer. A kiérkező Grazziani és emberei elől Gabert egy elkötött rendőrautón meglép. Hosszú autós üldözés kezdődik Párizs utcáin, végül a Szajna rakpartján a rendőrök elvágják a menekülő útját. A sarokba szorított Gabert öngyilkosságba menekül.

## Szereposztás
| Szerep                                          | Színész                | Magyar hangja (1. szinkron) |
| ----------------------------------------------- | ---------------------- | --------------------------- |
| Éliane Darrès idősödő színésznő, utas           | Simone Signoret        | Pásztor Erzsi               |
| Grazziani „Grazzi” rendőrfelügyelő              | Yves Montand           | Avar István                 |
| Tarquin rendőrfelügyelő, Grazziani főnöke       | Pierre Mondy           | Szabó Gyula                 |
| Jean-Lou Gabert rendőrfelügyelő                 | Claude Mann            | Csernák János               |
| Éric Grandin, Éliane fiatal szeretője           | Jean-Louis Trintignant | Benkő Péter                 |
| Benjamine „Bambi” Bombat, utas                  | Catherine Allégret     | Jani Ildikó                 |
| Daniel, fiatal potyautas                        | Jacques Perrin         | Felföldi László             |
| René Cabourg, hivatalnok, utas                  | Michel Piccoli         | Bács Ferenc                 |
| Georgette Thomas, modell, utas, az első áldozat | Pascale Roberts        | Magda Gabi                  |
| Bob Vaski, Georgette szeretője                  | Charles Denner         | Székhelyi József            |
| Madame Grazziani                                | Nadine Alari           | Földessy Margit             |
| Malec rendőrfelügyelő                           | Jacques Dynam          | Csurka László               |
| Éliane fivére                                   | Claude Dauphin         | Szabó Ottó                  |
| Rivolani, utas                                  | Paul Pavel             | (n. a.)                     |
| Madame Rivolani, a felesége                     | Monique Chaumette      | Császár Angela              |
| Madame Garaudy, aki nem szállt fel a vonatra    | Tanya Lopert           | (n. a.)                     |
| Georgette nővére                                | Bernadette Lafont      | (n. a.)                     |
| Georgette sógora                                | Christian Marin        | Varga T. József             |
| Igazságügyi orvosszakértő                       | Charles Millot         | (n. a.)                     |
| Állatorvos                                      | Daniel Gélin           | (n. a.)                     |

## Díjak, elismerések
- 1967: elnyerte a New York-i National Board of Review testület díját, a legjobb külföldi film és a legjobb idegen nyelvű film kategóriájában,[3]
- 1967: jelölték Edgar Allan Poe-díjra, a legjobb film kategóriában.

## Érdekességek
A film rendezője a férfi és női személynevek átmeneti bizonytalanságban tartásával további „színt vitt a fordulatos történetbe. A hálófülkében utazók adatainak azonosítása a kalauz emlékezete és hiányos feljegyzései alapján kezdődik. Gabert felügyelő megállapítja, hogy az SNCF névlistáiból nem derül ki, hogy egy utas férfi-e vagy nő? Az első áldozat Georgette. Az ő családneve (Thomas) egy férfi keresztnév. A Marseille-ből Párizsba telefonáló rendőr szerint „Thomas élettársa Jules”, és csak némi idő után derül ki, hogy „Thomas” egy nő (Georgette). A hatodik helyet bizonyos „Garaudy” foglalta le, aki nem szállt fel a vonatra. A rendőrök először úgy hiszik, ő egy férfi, hiszen a hálóhelyén Danielt látták. Amikor kiderül, hogy Garaudy nő, Grazziani úgy véli, Éliane Darrès téved, amikor azt állítja, a hatodik ágyon egy férfi aludt. Az idősödő Éliane Darrès szerelmes a fiatal Éric (Grandin)be, aki viszont valójában Jean-Lou (Gabert) társaságát preferálja.
A Bambit játszó Catherine Allégret valójában az Éliane Darrès-t játszó Simone Signoret leánya az első, elvált férjétől, Marc Allégret filmrendezőtől. Catherine-t Signoret második férje, a Grazziani felügyelőt játszó Yves Montand fogadta örökbe és nevelte fel.

## További információ
- A tökéletes bűntény a PORT.hu-n (magyarul)
- A tökéletes bűntény az Internetes Szinkronadatbázisban (magyarul)
- A tökéletes bűntény az Internet Movie Database-ben (angolul)
- A tökéletes bűntény a Rotten Tomatoeson (angolul)
- A tökéletes bűntény a Box Office Mojón (angolul)
- Compartiment tueurs (francia nyelven). AlloCiné.fr
- Mord im Fahrpreis inbegriffen (német nyelven). Filmdienst.de
- A tökéletes bűntény (1965) (magyar nyelven). TMDB (The MovieWeb Adatbázis)
- A tökéletes bűntény (1965) (magyar nyelven). MAFAB.hu